# Desert Shores
Desert Shores is een plaats in Imperial County in Californië in de VS aan de Salton Sea.

## Geografie
Desert Shores heeft een landoppervlakte van 1,7 km².

## Demografie
Volgens de census van 2000 bedroeg de bevolkingsdichtheid 463,3/km² (1208,4/mijl²) en bedroeg het totale bevolkingsaantal 792 als volgt onderverdeeld naar etniciteit:
- 73,48% blanken
- 1,39% zwarten of Afrikaanse Amerikanen
- 0,88% inheemse Amerikanen
- 0,25% Aziaten
- 21,09% andere
- 2,90% twee of meer rassen
- 60,86% Spaans of Latino

Er waren 279 gezinnen en 181 families in Desert Shores. De gemiddelde gezinsgrootte bedroeg 2,84.

## Plaatsen in de nabije omgeving
De onderstaande figuur toont nabijgelegen plaatsen in een straal van 40 km rond Desert Shores.